# Mark Steyn
Mark Steyn (* 8. prosince 1959, Toronto) je kanadský publicista, konzervativní politický komentátor a vysokoškolský učitel.
Je autorem několika knih, z nichž kniha America Alone: The End of the World as We Know It z roku 2006 byla zařazena mezi bestsellery The New York Times.